# Johann Stael
Johann Stael (* im 15. Jahrhundert; † 25. Februar 1498) war Domherr in Münster.

## Leben
Johann Stael entstammte dem rheinisch-westfälischen Rittergeschlecht Stael und war der Sohn des Konrad (Cord) Stael zu Loburg (1385–1446, Ritter und Amtmann zu Sassenberg) und dessen Gemahlin Kunigunde von Bevern. Er war der Bruder des Domherrn Dietrich. Im Jahre 1461 wird Johann erstmals als Domherr in Münster erwähnt. Nach dem Tode des Hermann von Merveldt übernahm er im Jahre 1465 die Domküsterei. Zudem war er im Besitz der Archidiakonate in Vreden, Groenlo, Neede und Vragern. In den Jahren 1488 bis 1495 übte er das Amt des Domdechanten in Osnabrück aus. Er gehört mit dem Domdechanten Hermann von Langen zu den Stiftern des Verkündigungsbildes, das sich ursprünglich im Kloster Liesborn befand und jetzt seinen Platz in der Londoner Nationalgalerie hat.